# ادریس سعدی
ادریس سعدی (عربی: إدريس سعدي؛ زادهٔ ۸ فوریهٔ ۱۹۹۲) بازیکن فوتبال اهل فرانسه است.
از باشگاه‌هایی که در آن بازی کرده‌است می‌توان به باشگاه فوتبال سن-اتین، باشگاه فوتبال استاد رنس، باشگاه فوتبال کاردیف سیتی، و باشگاه فوتبال آژاکسیو اشاره کرد.
وی همچنین در تیم‌های ملی فوتبال زیر ۱۷ سال فرانسه، زیر ۱۹ سال فرانسه و الجزایر بازی کرده‌است.